# Pro Zukunft
Pro Zukunft  (Eigenschreibweise pro zukunft) ist das Buchmagazin der gemeinnützigen Einrichtung Robert-Jungk-Bibliothek für Zukunftsfragen und wurde 1987 von Robert Jungk gegründet. Im vierteljährlichen Rhythmus stellt das Magazin über 30 Neuveröffentlichungen aus dem Sachbuchbereich vor. Seit 2014 werden jährlich die Top Ten der Zukunftsliteratur vergeben.

## Charakteristik
Pro Zukunft stellt Sachbücher vor, die sich mit zukunftsweisenden Debatten beschäftigen. Abwechselnde Kerngebiete sind dabei unter anderem Politik, Wirtschaft, Technik, Ökologie, Soziologie, Philosophie, Psychologie und Kulturtheorien.
Der überwiegende Teil der Rezensionen stammt von den wissenschaftlichen Angestellten der Robert-Jungk-Bibliothek für Zukunftsfragen. Immer wieder werden allerdings Gastbeiträge von externen Wissenschaftlerinnen und Autoren eingebaut. 
Alle Rezensionen seit 1987 finden sich in der digitalen Datenbank Pro Zukunft. Beiträge aus aktuellen Ausgaben werden einige Wochen nach Erscheinungsdatum eingespeist und der Öffentlichkeit kostenfrei zur Verfügung gestellt.

## Top Ten der Zukunftsliteratur
Jeden Dezember gibt das Magazin die Top Ten der Zukunftsliteratur bekannt, also eine Sachbuchliste, die als besonders zukunftsrelevant eingestuft wird. 2004 wurde das Format der Top Ten ins Leben gerufen, seit 2018 kooperiert die Robert-Jungk-Bibliothek für Zukunftsfragen dafür mit changeX, dem Onlinemagazin für Zukunftsideen.